# روبرت دورنبوس
روبرت دورنبوس (بالهولندية: Robert Doornbos)‏ مواليد 23 سبتمبر 1981 في روتردام، هو سائق فورملا 1 هولندي بدأ مسيرته الاحترافية سنة 2005. كان أول سباق له هو جائزة ألمانيا الكبرى 2005. خاض خلال مسيرته 11 سباقات.

## سباقات شارك فيها
- البطولة الأمريكية لسباق السيارات
- بطولة فورمولا 3 البريطانية
- سلسلة إندي كار
- إنديانابوليس 500

## روابط خارجية
- روبرت دورنبوس على موقع Racing-Reference.info (الإنجليزية)
- روبرت دورنبوس على موقع DriverDB.com (الإنجليزية)